# Haltérophilie aux Jeux olympiques d'été de 2016 - Moins de 53 kg femmes
Navigation
Londres 2012 Tokyo 2020
L'épreuve des moins de 53 kg en haltérophilie des Jeux olympiques d'été de 2016 a lieu le 6 août 2016 au Riocentro de Rio de Janeiro.

## Programme
Heure de Rio (UTC−03:00)
| Date        | Horaire | Épreuve  |
| ----------- | ------- | -------- |
| 7 août 2016 | 12 h 30 | Groupe B |
| 7 août 2016 | 15 h 30 | Groupe A |

## Records
Après la compétition, les records du monde et olympiques sont les suivants.
| Record du monde  | Arraché     | Li Ping                          | Chine          | 103 kg | Guangzhou, Chine      | 14 novembre 2010  |
| Record du monde  | Épaulé-jeté | Hsu Shu-Ching                    | Taipei chinois | 132 kg | Incheon, Corée du sud | 21 septembre 2014 |
| Record du monde  | Total       | Hsu Shu-Ching                    | Taipei chinois | 233 kg | Incheon, Corée du sud | 21 septembre 2014 |
| Record olympique | Arraché     | Yang Xia                         | Chine          | 100 kg | Sydney, Australie     | 18 septembre 2000 |
| Record olympique | Épaulé-jeté | Prapawadee Jaroenrattanatarakoon | Thaïlande      | 126 kg | Pékin, Chine          | 10 août 2008      |
| Record olympique | Total       | Zulfiya Chinshanlo               | Kazakhstan     | 226 kg | Londres, Angleterre   | 27 juillet 2012   |

## Résultats
| Rang               | Athlète                          | Pays           | Groupe | Poids | Arraché (kg) | Arraché (kg) | Arraché (kg) | Arraché (kg) | Épaulé-jeté (kg) | Épaulé-jeté (kg) | Épaulé-jeté (kg) | Épaulé-jeté (kg) | Total |
| Rang               | Athlète                          | Pays           | Groupe | Poids | 1            | 2            | 3            | Résultat     | 1                | 2                | 3                | Résultat         | Total |
| ------------------ | -------------------------------- | -------------- | ------ | ----- | ------------ | ------------ | ------------ | ------------ | ---------------- | ---------------- | ---------------- | ---------------- | ----- |
| Médaille d'or      | Hsu Shu-Ching                    | Taipei chinois | A      | 52,60 | 92           | 96           | 100          | 100          | 112              | 126              | -                | 112              | 212   |
| Médaille d'argent  | Hidilyn Diaz                     | Philippines    | A      | 52,61 | 88           | 88           | 91           | 88           | 111              | 112              | 117              | 112              | 200   |
| Médaille de bronze | Yoon Jin-hee                     | Corée du Sud   | A      | 52,59 | 88           | 90           | 90           | 88           | 110              | 110              | 111              | 111              | 199   |
| 4                  | Rebeka Koha                      | Lettonie       | A      | 52,11 | 87           | 87           | 90           | 90           | 103              | 107              | 110              | 107              | 197   |
| 5                  | Rosane Dos Reis Santos           | Brésil         | A      | 52,57 | 85           | 90           | 90           | 90           | 103              | 107              | 108              | 103              | 193   |
| 6                  | Kanae Yagi                       | Japon          | B      | 52,39 | 81           | 81           | 81           | 81           | 101              | 101              | 105              | 105              | 186   |
| 7                  | Dewi Safitri                     | Indonésie      | A      | 52,78 | 80           | 80           | 80           | 80           | 105              | 105              | 108              | 105              | 185   |
| 8                  | Evangjelia Veli                  | Albanie        | B      | 51,58 | 68           | 72           | 75           | 75           | 88               | 90               | 96               | 90               | 165   |
| 9                  | Lely Burgos                      | Porto Rico     | B      | 49,53 | 67           | 70           | 72           | 72           | 85               | 88               | 90               | 90               | 162   |
| 10                 | Scarleth Elizabeth Mercado Lopez | Nicaragua      | B      | 52,85 | 62           | 66           | 68           | 66           | 83               | 86               | 89               | 89               | 155   |
| 11                 | Fiorella Francesca Cueva Uribe   | Pérou          | B      | 48,32 | 62           | 65           | 67           | 65           | 85               | 88               | 90               | 88               | 153   |
| 12                 | Sofia Rito                       | Uruguay        | B      | 51,74 | 64           | 64           | 67           | 64           | 82               | 82               | 88               | 82               | 146   |
| -                  | Li Yajun                         | Chine          | A      | 52,50 | 98           | 101          | 104          | 101          | 123              | 126              | 126              | -                | DNF   |

## Nouveau record
| Arraché | 101 kg | Li Yajun | Chine | RO |